# David Doubilet
David Doubilet (New York, 28 novembre 1946) è un fotografo, subacqueo, che ha introdotto la tecnica dell'Over/Under nella fotografia subacquea statunitense.

## Biografia
Nacque nel 1946 a New York e iniziò a scattare foto subacquee all'età di 12 anni. I suoi primi lavori furono eseguiti con una Brownie Hawkeye protetta dall'acqua da una sacca di gomma. Quasi per caso inventò la tecnica dell'Over/Under, utilizzando particolari filtri con punti di fuoco separati.
Con il National Geographic realizza il libro Australia's Great Barrier Reef, un reportage fotografico sulla barriera corallina australiana. Ha ricevuto negli anni svariati riconoscimenti per il suo lavoro, tra cui il The Explorers Club's Lowell Thomas Awards e il Lennart Nilsson Award nel 2001 per la fotografia scientifica.